# Cañaveral de León
Cañaveral de León – gmina w Hiszpanii, w prowincji Huelva, w Andaluzji, o powierzchni 34,77 km². W 2011 roku gmina liczyła 459 mieszkańców.